# Apollo 10

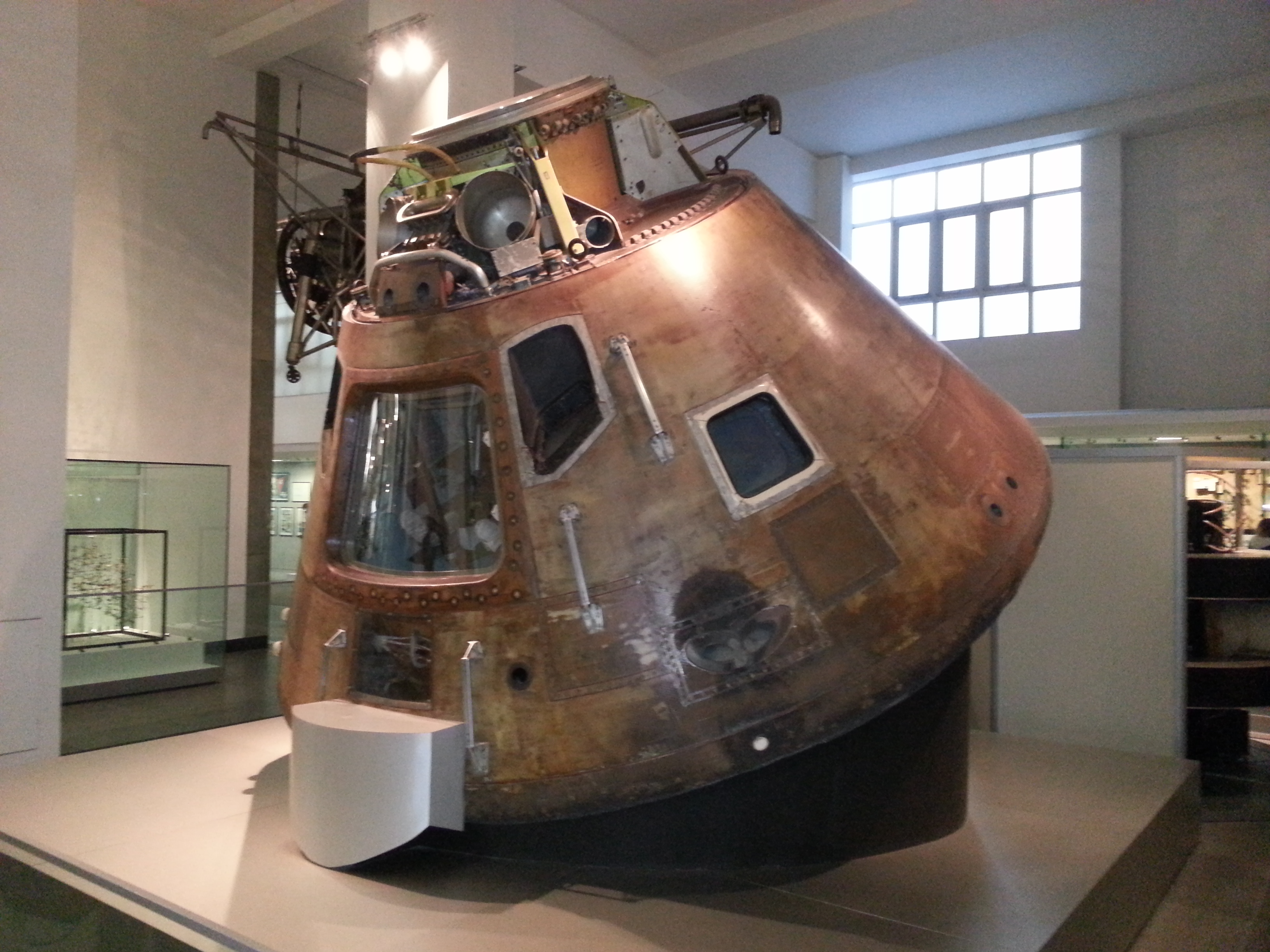
Command Module der Mission Apollo 10 im Londoner Science Museum

Apollo 10 war im Mai 1969 die vierte bemannte Raumfahrtmission im Rahmen des Apollo-Programms und nach Apollo 8 der zweite bemannte Flug zum Mond, zwecks Generalprobe einer Mondlandung. Dabei wurde eine Apollo-Mondlandefähre erstmals in der Mondumlaufbahn getestet. Abstiegs-, Aufstiegs-, Rendezvous- und Andockmanöver an das Kommando-Modul waren zwei Monate zuvor durch Apollo 9 erstmals, jedoch nur in der Erdumlaufbahn, geprobt wurden. John Young verblieb nach der Abtrennung von der Landefähre im Kommandomodul Charlie Brown, während Eugene Cernan und Thomas Stafford im zweiteiligen Landemodul Snoopy Richtung Mondoberfläche unterwegs waren. Eine Landung auf dem Mond wäre theoretisch möglich gewesen, jedoch kein Wiederaufstieg vom Mond, da die Treibstoffmenge an Bord der bemannten Aufstiegsstufe dafür zu gering war. Die Abtrennung der Abstiegsstufe von der Aufstiegsstufe wurde daher in der Mondumlaufbahn geübt, wobei die Mondlandefähre zeitweise ins Trudeln geriet. Die Mission war trotz einiger Probleme erfolgreich, sodass zwei Monate später Apollo 11 starten und deren Landefähre tatsächlich zum Mondboden absteigen konnte.

## Besatzung
Am 13. November 1968, kurz nachdem die NASA bekanntgegeben hatte, dass der Flug von Apollo 8 zum Mond führen sollte, wurde auch die Besatzung von Apollo 10, der Generalprobe der Mondlandung, bekanntgegeben. Wie erwartet wurde die Ersatzmannschaft von Apollo 7 für diesen Flug als Hauptmannschaft nominiert: Tom Stafford als Kommandant, John Young als Pilot des Apollo-Raumschiffs und Eugene Cernan als Pilot der Mondlandefähre. Stafford und Young hatten schon zwei, Cernan einen Raumflug im Gemini-Programm hinter sich. Cernan war bereits bei Gemini 9 mit Stafford als Kommandant geflogen. Apollo 10 war der erste amerikanische Raumflug seit Mercury-Atlas 9, bei dem kein einziger Weltraumneuling an Bord war. Außerdem war Apollo 10 die einzige Apollo-Mission, deren Crewmitglieder jeweils mindestens einen weiteren Raumflug durchführten: John Young als Kommandant von Apollo 16 sowie zweier Space-Shuttle-Missionen, Eugene Cernan als Kommandant von Apollo 17 und Tom Stafford als Kommandant des Apollo-Sojus-Testprojektes.
Kommandant der Ersatzmannschaft war Gordon Cooper. Er war zu dieser Zeit der letzte verbliebene Mercury-Astronaut, denn Walter Schirra hatte nach Apollo 7 das Apollo-Programm verlassen und Alan Shepard und Deke Slayton waren noch immer als fluguntauglich eingestuft. Die beiden anderen Ersatz-Astronauten waren Donn Eisele, der gerade mit Apollo 7 seinen ersten Raumflug hinter sich gebracht hatte, als Pilot der Apollo-Kommandokapsel und Edgar Mitchell, ein Weltraumneuling aus der fünften Auswahlgruppe, als Pilot der Landefähre.
Wenn das normale Rotationsverfahren angewendet worden wäre, hätten Cooper, Eisele und Mitchell die Mannschaft von Apollo 13 gebildet. Das Kommando dieser Mission wurde später allerdings nach dessen Rekonvaleszenz dem Mercury-Veteranen Alan Shepard übertragen, was den ursprünglichen Kommandanten Gordon Cooper so in Rage versetzte, dass er frustriert das Astronautencorps verließ. Wegen der Vorfälle während der Mission Apollo 7 wurde ferner Donn Eisele nicht mehr für einen Raumflug berücksichtigt und gehörte der Ersatzmannschaft von Apollo 10 nur deshalb noch an, weil kein anderer Astronaut rechtzeitig zur Verfügung gestanden hätte. Er wurde später durch den Weltraumneuling Stuart Roosa ersetzt. Um Alan Shepard mehr Zeit für die Vorbereitung zu geben, wurde die eigentlich für Apollo 13 vorgesehene Crew mit der für Apollo 14 vorgesehenen Crew unter dem Kommandanten Jim Lovell ausgetauscht.
Die Unterstützungsmannschaft (Support-Crew) bestand aus James Irwin, Charles Duke, Joe Engle und Jack Lousma.

## Vorbereitung
Die einzelnen Teile der Saturn-Rakete wurden im November und Dezember 1968 angeliefert. Am 11. März 1969, noch während des Fluges von Apollo 9, konnte die Saturn V zur neuen Startrampe 39B gerollt werden. Die Rakete trug die Seriennummer AS-505, die Kommandokapsel CSM-106 (die Kapsel CSM-105 war für Tests reserviert und sollte nicht ins All fliegen) und die Mondlandefähre LM-4.
Traditionsgemäß wurden die Rufzeichen der beiden Raumschiffe von der Mannschaft ausgewählt. Das Kommandomodul wurde Charlie Brown genannt, die Mondlandefähre Snoopy. Beide Namen stammen aus der Comicserie Peanuts von Charles M. Schulz. Nachdem die Apollo-9-Mannschaft Gumdrop (Fruchtgummi) und Spider (Spinne) als Rufzeichen gewählt hatten, drängten NASA-Manager die Mannschaft von Apollo 11, seriöse Rufzeichen für die erste Mondlandung auszusuchen.
Als Verbindungssprecher (CapCom) während des Fluges dienten Charles Duke, Joe Engle, Jack Lousma und Bruce McCandless.

## Flugverlauf

### Start
Die Saturn V startete am 18. Mai 1969 um 16:49 UTC vom Kennedy Space Center, Florida. Apollo 10 war die einzige Mission, in der eine Saturn V vom Launch Complex 39B abhob, da der ansonsten genutzte Launch Complex 39A zu diesem Zeitpunkt bereits mit Vorbereitungen für Apollo 11 besetzt war. Wie schon bei Apollo 8 wurde zuerst eine Erdumlaufbahn angesteuert. Nach zwei Erdumkreisungen wurde die dritte Stufe (S-IVB) der Saturn-Rakete ein zweites Mal gezündet, um das Apollo-Raumschiff auf den Weg zum Mond zu bringen.

### Auf dem Weg zum Mond
Kurz nach der zweiten Zündung, die das Raumschiff auf die Flugbahn zum Mond gebracht hatte, koppelte Young das Raumschiff (CSM für Command/Service Module) von der S-IVB-Stufe der Trägerrakete ab, drehte es um 180° und dockte es an der Dockingvorrichtung der Mondlandefähre an. Diese Manöver sowie das anschließende Herausziehen der Mondlandefähre aus der S-IVB-Stufe gelangen problemlos, während dank der ersten farbigen TV-Live-Übertragung aus dem Weltall Fernsehzuschauer in aller Welt die Astronauten dabei beobachteten. Apollo 10 befand sich damit auf dem Weg zum Mond.

### In der Mondumlaufbahn

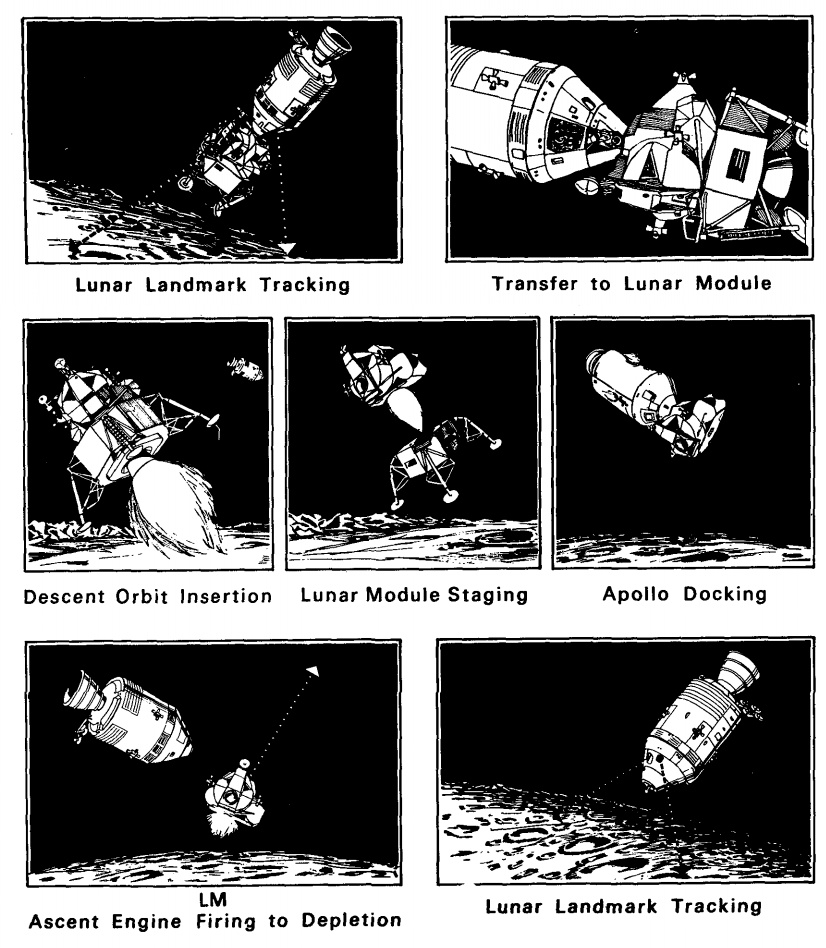
Geplanter Missionsverlauf im Mondorbit laut NASA-Pressemappe

Nach Erreichen der Mondumlaufbahn wurden alle Manöver durchgeführt, wie sie für die reale Landung von Apollo 11 geplant waren. In ca. 110 km Höhe über der Mondoberfläche wurde das CSM von der Mondlandefähre (LM für Lunar Module) getrennt. Es begann der Abstieg des LM, das der Oberfläche bis auf ca. 14 km nahekam. Das war die geringste Höhe, bei der noch ein direkter Aufstieg möglich war. Anschließend wurde das LM in einen elliptischen Orbit mit einem Aposelenum von etwa 305 km Höhe gebracht. Nach einer weiteren Mondumrundung sollte die Abstiegsstufe abgesprengt werden, um den Wiederaufstieg einzuleiten. Dies gelang erst nach wiederholter Auslösung. Direkt danach versagte die Computersteuerung des Lageregelungssystems, und das Modul fing an zu trudeln. Ein erforderlicher Schaltvorgang war von der Crew versehentlich doppelt ausgeführt worden. So lief ein falsches Programm zur Lageregelung. Stafford musste die Computersteuerung abschalten und die korrekte Lage mittels der manuellen Steuerung wiederherstellen. Zu dem Zeitpunkt, als Stafford die Kontrolle über das LM zurückerlangt hatte, war es nur noch kurz von einer Kardan-Blockierung (sog. Gimbal Lock) und dem daraus resultierenden Verlust der automatischen Lageregelung entfernt.

Unter der Anspannung während dieses Vorfalles ließen sich die Astronauten Stafford und Cernan zu einigen Kraftausdrücken hinreißen, die aufgrund der aktiven Live-Übertragung ungefiltert zur Erde gesendet wurden. Dies führte später zu öffentlicher Kritik, die sich insbesondere gegen Cernan richtete.

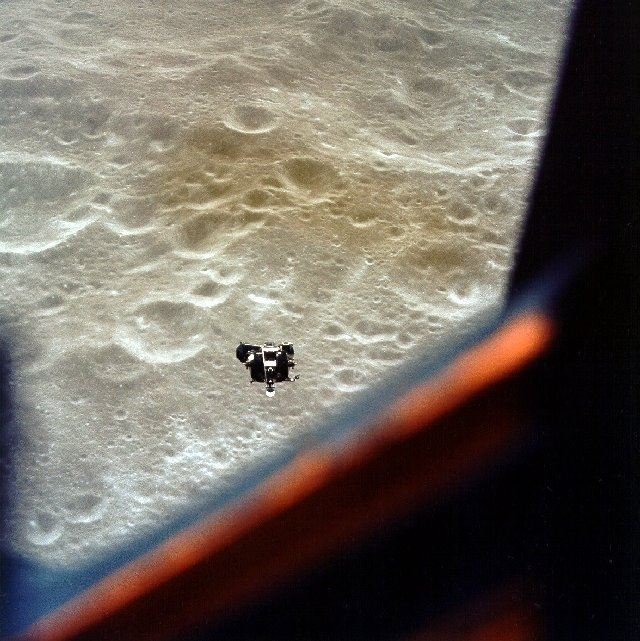
Aufstiegsstufe der Landefähre Snoopy über dem Mond, aufgenommen aus dem Kommandomodul Charlie Brown

Auch das Kommando zum Zünden des Haupttriebwerks im Aufstiegsmodul gelang nicht auf Anhieb. Hingegen gelangen das Rendezvous mit dem CSM und das Andocken einwandfrei. Nach dem Umsteigen der Astronauten und der Trennung vom Kommando-Modul wurde das Aufstiegstriebwerk erneut gezündet und die Aufstiegsstufe in eine Sonnenumlaufbahn gebracht, in der sie sich bis heute befindet, während die Abstiegsstufe zunächst im Mondorbit blieb und später an einem unbekannten Ort abstürzte. Im Januar 2018 entdeckten Astronomen das Objekt „2018 AV2“, welches zunächst als Asteroid, später als künstliches Objekt klassifiziert wurde und am 15. Januar 2018 Erdnähe erreichte. Eine Gruppe britischer Amateurastronomen glaubt, dass es sich dabei wahrscheinlich um die Aufstiegsstufe der Mondlandefähre „Snoopy“ handelt.

### Landung
Beim Wiedereintritt am 26. Mai erreichte die Landekapsel eine Geschwindigkeit von 39.897 km/h. Dies ist nach wie vor die höchste (Relativ-)Geschwindigkeit, die von Menschen je erreicht wurde. Um 16:52 UT wasserte Apollo 10 sicher im Pazifik und wurde durch den Helicopter 66 des Flugzeugträgers Princeton geborgen. 19 Fernsehsendungen, erstmals in Farbe, wurden während der Mission zur Erde übertragen.
Die Apollo-Landekapsel ist nun im Science Museum in London ausgestellt. Es handelt sich, abgesehen von kleineren Ausrüstungsgegenständen, um die einzige Apollo-Flughardware außerhalb der USA.

## Bedeutung für das Apollo-Programm
Der erfolgreiche Flug von Apollo 10 zeigte, dass die NASA Apollo-Flüge in kurzer Folge absolvieren konnte. Seit Apollo 7 waren erst sieben Monate vergangen. Apollo 10 war bereits der vierte Flug und zwei weitere waren für die nächsten Monate in Vorbereitung.
Außerdem hatte Apollo 10 alle notwendigen Manöver für eine Mondlandung, bis auf die Landung selbst, durchgeführt. Die aufgetretenen Probleme erwiesen sich als lösbar, so dass die erste bemannte Mondlandung für Apollo 11 geplant werden konnte.

## Besonderheiten und Rekorde
Beim Wiedereintritt wurde die größte Geschwindigkeit, die je von Menschen erreicht wurde, erzielt (39.897 oder 39.937 km/h relativ zur Erde).